# Oreoloma eglandulosum
Oreoloma eglandulosum är en korsblommig växtart som beskrevs av Viktor Petrovitj Botjantsev. Oreoloma eglandulosum ingår i släktet Oreoloma och familjen korsblommiga växter. Inga underarter finns listade i Catalogue of Life.